# 압해 정씨
압해 정씨(押海丁氏)는 전라남도 신안군 압해읍을 본관으로 하는 한국의 성씨다.

## 역사
압해 정씨(押海 丁氏)의 도시조인 정덕성(丁德盛)은 당(唐) 문종(文宗)때 대승상(大丞相)을 지냈고, 무종(武宗) 때 대양군(大陽君)에 봉해졌으며, 853년 군국사(軍國事)로 직간을 하다가 전라남도 신안군의 압해도(押海島)에 유배되어 정착하였다고 한다. 압해 정씨는 나주 정씨(羅州丁氏)·영광 정씨(靈光丁氏)·의성 정씨(義城丁氏)·창원 정씨(昌原丁氏)로 동원분파(同源分派)되었다고 한다.
하지만, 조선 후기 실학자 정약용(丁若鏞)은 도시조 정덕성에 대해 '사실 관계에 대한 고증이 어렵다'며 실존 여부에 대해 회의적으로 보았다. 정약용은 증조부로부터 자신에까지 문헌 연구와 현지 답사 등을 벌인 결과, 정덕성이 정사(正史)에 등장하지 않는다는 점, 당의 풍습, 관직명의 차이 등을 들어 정씨동조동근설(凡丁氏同祖同根說)은 날조라는 결론에 도달했다. 후대에 모화사상의 영향으로 당(唐)에서 재상을 지내다가 압해도로 유배되어 왔다는 정덕성(丁德盛)이라는 가상인물을 도시조(都始祖)로 날조하여 나주(羅州)·영광(靈光)·창원(昌原)·의성(義城) 등 본관이 서로 다른 여러 정(丁)씨들을 근거도 없이 합쳤다는 것이다. 약 1520년(조선 중종 12년) 전후에 발간된 나주 정씨 최초의 가첩(家牒)인 월헌첩(月軒帖)에는 고려 중기의 무신 정윤종(丁允宗)이 시조로 기록되어 있다.

## 분파
압해 정씨(押海丁氏)는 영광 정씨(靈光丁氏), 창원 정씨(昌原丁氏), 의성 정씨(義城丁氏), 나주 정씨(羅州丁氏)로 분관되었다고 한다. 인구는 나주 정씨가 대다수를 차지하고 뒤이어 영광 정씨, 창원 정씨, 의성 정씨 순이다. 영광 정씨는 옛 지명을 사용하여 영성 정씨(靈城丁氏)라고도 한다. 창원 정씨(昌原丁氏)는 선창원(先昌原)과 후창원(後昌原)으로 나뉘기도 한다.

## 본관별 인물
- 나주 정씨(羅州丁氏) - 정자급(丁子伋), 정수강(丁壽崗), 정옥형(丁玉亨), 정응두(丁應斗), 정윤복(丁胤福), 정호선(丁好善), 정언벽(丁彦璧), 정시윤(丁時潤), 정도복(丁道復) 이상 9명이 조선시대 연속 9대 문과급제 기록을 세움(9대옥당), 정약용(丁若鏞, 호는 다산(茶山), 실학(實學)의 거두)
- 영광 정씨(靈光丁氏) - 정극인(丁克仁, 호(號)는 불우헌(不憂軒), 다헌(茶軒), 다각(茶角), 국문학사상 최초의 가사(歌辭) 작가), 정걸, 정경달(丁景達), 정유영(丁流泳) 예당파

- 의성 정씨(義城丁氏) - 정자위(丁子威), 정맹위(丁孟威), 정숙위(丁淑威), 정현(丁炫), 정사종(丁嗣宗), 정재영(丁載榮)
- 창원 정씨(昌原丁氏) - 정환(丁煥), 정황(丁璜), 정창협(丁昌夾), 정춘(丁春)

## 집성촌
- 전라남도 고흥군 대서면 남정리
- 전라남도 고흥군 포두면 상대리
- 전라남도 무안군 청계면 구로리
- 전라남도 무안군 무안읍 용월리
- 전라남도 무안군 일로면 산정리
- 전라남도 영광군 백수읍 대전리
- 전라남도 순천시 별량면 우산리
- 전라남도 여수시 웅천동
- 전북특별자치도 장수군 산서면 사계리
- 전북특별자치도 고창군 대산면 해용리
- 전북특별자치도 전주시 덕진구 만성동
- 전북특별자치도 진안군 안천면 신괴리
- 충청남도 서천군 마서면 남전리
- 충청남도 서천군 화양면 대하리
- 충청북도 영동군 매곡면 노천리
- 충청북도 영동군 황간면 신흥리
- 경상남도 의령군 가례면 갑을리
- 경상북도 영천시 화산면 효정리
- 강원특별자치도 영월군 영월읍 삼옥리
- 황해남도 장연군 대구면 선원리

## 인구
- 1985년 경제기획원 인구조사 결과 압해 정씨(押海丁氏)는 대한민국에 38,721가구, 165,381명으로 조사되었다.
- 2000년 대한민국 통계청 인구조사 나주 정씨(羅州丁氏) 82,863명, 영광 정씨(靈光丁氏) 21,774명, 의성 정씨(義城丁氏) 2,951명, 창원 정씨(昌原丁氏) 16,141명.
- 2015년 대한민국 통계청 인구조사 나주 정씨(羅州丁氏) 138,000명, 영광 정씨(靈光丁氏) 65,129명, 의성 정씨(義城丁氏) 3,498명, 창원 정씨(昌原丁氏) 31,687명.